# Grand Prix Wielkiej Brytanii 2019
Grand Prix Wielkiej Brytanii 2019, oficjalnie Formula 1 Rolex British Grand Prix 2019 – dziesiąta runda eliminacji Mistrzostw Świata Formuły 1 w sezonie 2019. Grand Prix odbyło się w dniach 12–14 lipca 2019 na torze Silverstone Circuit w Silverstone.

## Lista startowa
| Nr | Kierowca           | Zespół                           | Samochód                      | Silnik           | Opony |
| -- | ------------------ | -------------------------------- | ----------------------------- | ---------------- | ----- |
| 3  | Daniel Ricciardo   | Renault F1 Team                  | Renault R.S.19                | Renault 1.6T V6  | P     |
| 4  | Lando Norris       | McLaren F1 Team                  | McLaren MCL34                 | Renault 1.6T V6  | P     |
| 5  | Sebastian Vettel   | Scuderia Ferrari Mission Winnow  | Ferrari SF90                  | Ferrari 1.6T V6  | P     |
| 7  | Kimi Räikkönen     | Alfa Romeo Racing                | Alfa Romeo C38                | Ferrari 1.6T V6  | P     |
| 8  | Romain Grosjean    | Rich Energy Haas F1 Team         | Haas VF-19                    | Ferrari 1.6T V6  | P     |
| 10 | Pierre Gasly       | Aston Martin Red Bull Racing     | Red Bull RB15                 | Honda 1.6T V6    | P     |
| 11 | Sergio Pérez       | SportPesa Racing Point F1 Team   | Racing Point RP19             | Mercedes 1.6T V6 | P     |
| 16 | Charles Leclerc    | Scuderia Ferrari Mission Winnow  | Ferrari SF90                  | Ferrari 1.6T V6  | P     |
| 18 | Lance Stroll       | SportPesa Racing Point F1 Team   | Racing Point RP19             | Mercedes 1.6T V6 | P     |
| 20 | Kevin Magnussen    | Rich Energy Haas F1 Team         | Haas VF-19                    | Ferrari 1.6T V6  | P     |
| 23 | Alexander Albon    | Red Bull Toro Rosso Honda        | Toro Rosso STR14              | Honda 1.6T V6    | P     |
| 26 | Daniił Kwiat       | Red Bull Toro Rosso Honda        | Toro Rosso STR14              | Honda 1.6T V6    | P     |
| 27 | Nico Hülkenberg    | Renault F1 Team                  | Renault R.S.19                | Renault 1.6T V6  | P     |
| 33 | Max Verstappen     | Aston Martin Red Bull Racing     | Red Bull RB15                 | Honda 1.6T V6    | P     |
| 44 | Lewis Hamilton     | Mercedes-AMG Petronas Motorsport | Mercedes AMG F1 W10 EQ Power+ | Mercedes 1.6T V6 | P     |
| 55 | Carlos Sainz Jr.   | McLaren F1 Team                  | McLaren MCL34                 | Renault 1.6T V6  | P     |
| 63 | George Russell     | ROKiT Williams Racing            | Williams FW42                 | Mercedes 1.6T V6 | P     |
| 77 | Valtteri Bottas    | Mercedes-AMG Petronas Motorsport | Mercedes AMG F1 W10 EQ Power+ | Mercedes 1.6T V6 | P     |
| 88 | Robert Kubica      | ROKiT Williams Racing            | Williams FW42                 | Mercedes 1.6T V6 | P     |
| 99 | Antonio Giovinazzi | Alfa Romeo Racing                | Alfa Romeo C38                | Ferrari 1.6T V6  | P     |
| Nr | Kierowca           | Zespół                           | Samochód                      | Silnik           | Opony |

## Wyniki

### Sesje treningowe
Źródło: formula1.com
| Sesja | Nr | Kierowca        | Konstruktor | Czas     | Okr. |
| ----- | -- | --------------- | ----------- | -------- | ---- |
| 1     | 10 | Pierre Gasly    | Red Bull    | 1:27,173 | 25   |
| 2     | 77 | Valtteri Bottas | Mercedes    | 1:26,732 | 25   |
| 3     | 16 | Charles Leclerc | Ferrari     | 1:25,905 | 17   |

### Kwalifikacje
Źródło: formula1.com
| P                    | Nr | Kierowca           | Konstruktor  | Czasy w kwalifikacjach | Czasy w kwalifikacjach | Czasy w kwalifikacjach | Poz. s. |
| P                    | Nr | Kierowca           | Konstruktor  | Q1                     | Q2                     | Q3                     | Poz. s. |
| -------------------- | -- | ------------------ | ------------ | ---------------------- | ---------------------- | ---------------------- | ------- |
| 1                    | 77 | Valtteri Bottas    | Mercedes     | 1:25,750               | 1:25,672               | 1:25,093               | 1       |
| 2                    | 44 | Lewis Hamilton     | Mercedes     | 1:25,513               | 1:25,840               | 1:25,099               | 2       |
| 3                    | 16 | Charles Leclerc    | Ferrari      | 1:25,533               | 1:25,546               | 1:25,172               | 3       |
| 4                    | 33 | Max Verstappen     | Red Bull     | 1:25,700               | 1:25,848               | 1:25,276               | 4       |
| 5                    | 10 | Pierre Gasly       | Red Bull     | 1:26,273               | 1:26,038               | 1:25,590               | 5       |
| 6                    | 5  | Sebastian Vettel   | Ferrari      | 1:25,898               | 1:26,023               | 1:25,787               | 6       |
| 7                    | 3  | Daniel Ricciardo   | Renault      | 1:26,428               | 1:26,283               | 1:26,182               | 7       |
| 8                    | 4  | Lando Norris       | McLaren      | 1:26,079               | 1:26,385               | 1:26,224               | 8       |
| 9                    | 23 | Alexander Albon    | Toro Rosso   | 1:26,482               | 1:26,403               | 1:26,345               | 9       |
| 10                   | 27 | Nico Hülkenberg    | Renault      | 1:26,568               | 1:26,397               | 1:26,386               | 10      |
| 11                   | 99 | Antonio Giovinazzi | Alfa Romeo   | 1:26,449               | 1:26,519               |                        | 11      |
| 12                   | 7  | Kimi Räikkönen     | Alfa Romeo   | 1:26,558               | 1:26,546               |                        | 12      |
| 13                   | 55 | Carlos Sainz Jr.   | McLaren      | 1:26,203               | 1:26,578               |                        | 13      |
| 14                   | 8  | Romain Grosjean    | Haas         | 1:26,347               | 1:26,757               |                        | 14      |
| 15                   | 11 | Sergio Pérez       | Racing Point | 1:26,649               | 1:26,928               |                        | 15      |
| 16                   | 20 | Kevin Magnussen    | Haas         | 1:26,662               |                        |                        | 16      |
| 17                   | 26 | Daniił Kwiat       | Toro Rosso   | 1:26,721               |                        |                        | 17      |
| 18                   | 18 | Lance Stroll       | Racing Point | 1:26,762               |                        |                        | 18      |
| 19                   | 63 | George Russell     | Williams     | 1:27,789               |                        |                        | 19      |
| 20                   | 88 | Robert Kubica      | Williams     | 1:28,257               |                        |                        | 20      |
| 107% czasu: 1:31,498 |    |                    |              |                        |                        |                        |         |

### Wyścig
Źródło: formula1.com
| P  | Nr | Kierowca           | Konstruktor  | Okr. | Czas               | Start | Punkty |
| -- | -- | ------------------ | ------------ | ---- | ------------------ | ----- | ------ |
| 1  | 44 | Lewis Hamilton     | Mercedes     | 52   | 1:21:08,452        | 2     | 261    |
| 2  | 77 | Valtteri Bottas    | Mercedes     | 52   | +24,928            | 1     | 18     |
| 3  | 16 | Charles Leclerc    | Ferrari      | 52   | +30,117            | 3     | 15     |
| 4  | 10 | Pierre Gasly       | Red Bull     | 52   | +34,692            | 5     | 12     |
| 5  | 33 | Max Verstappen     | Red Bull     | 52   | +39,458            | 4     | 10     |
| 6  | 55 | Carlos Sainz Jr.   | McLaren      | 52   | +53,639            | 13    | 8      |
| 7  | 3  | Daniel Ricciardo   | Renault      | 52   | +54,401            | 7     | 6      |
| 8  | 7  | Kimi Räikkönen     | Alfa Romeo   | 52   | +1:05,540          | 12    | 4      |
| 9  | 26 | Daniił Kwiat       | Toro Rosso   | 52   | +1:06,720          | 17    | 2      |
| 10 | 27 | Nico Hülkenberg    | Renault      | 52   | +1:12,733          | 10    | 1      |
| 11 | 4  | Lando Norris       | McLaren      | 52   | +1:14,281          | 8     |        |
| 12 | 23 | Alexander Albon    | Toro Rosso   | 52   | +1:15,617          | 9     |        |
| 13 | 18 | Lance Stroll       | Racing Point | 52   | +1:21,086          | 18    |        |
| 14 | 63 | George Russell     | Williams     | 51   | +1 okrążenie       | 19    |        |
| 15 | 88 | Robert Kubica      | Williams     | 51   | +1 okrążenie       | 20    |        |
| 16 | 5  | Sebastian Vettel   | Ferrari      | 51   | +1 okrążenie2      | 6     |        |
| 17 | 11 | Sergio Pérez       | Racing Point | 51   | +1 okrążenie       | 15    |        |
| NS | 99 | Antonio Giovinazzi | Alfa Romeo   | 18   | NU (wypadł z toru) | 11    |        |
| NS | 8  | Romain Grosjean    | Haas         | 9    | NU (uszkodzenia)   | 14    |        |
| NS | 20 | Kevin Magnussen    | Haas         | 6    | NU (uszkodzenia)   | 16    |        |

Uwagi
- 1 — Jeden dodatkowy punkt jest przyznawany kierowcy, który ustanowił najszybsze okrążenie w wyścigu, pod warunkiem, że ukończył wyścig w pierwszej 10
- 2 — Sebastian Vettel ukończył wyścig piętnasty, ale otrzymał karę 10 sekund za spowodowanie kolizji z Maxem Verstappenem

### Najszybsze okrążenie
Źródło: formula1.com
| Nr | Kierowca       | Konstruktor | Czas     | Okr. |
| -- | -------------- | ----------- | -------- | ---- |
| 44 | Lewis Hamilton | Mercedes    | 1:27,369 | 52   |

## Klasyfikacja po wyścigu

### Kierowcy
| P  | +/− | Kierowca           | Starty | Punkty | P1 | P2 | P3 | PP | NO | NS |
| -- | --- | ------------------ | ------ | ------ | -- | -- | -- | -- | -- | -- |
| 1  | 0   | Lewis Hamilton     | 10     | 223    | 7  | 2  | –  | 3  | 2  | –  |
| 2  | 0   | Valtteri Bottas    | 10     | 184    | 2  | 5  | 2  | 4  | 2  | –  |
| 3  | 0   | Max Verstappen     | 10     | 136    | 1  | –  | 2  | –  | 1  | –  |
| 4  | 0   | Sebastian Vettel   | 10     | 123    | –  | 2  | 2  | 1  | 1  | –  |
| 5  | 0   | Charles Leclerc    | 10     | 120    | –  | 1  | 4  | 2  | 2  | 1  |
| 6  | 0   | Pierre Gasly       | 10     | 55     | –  | –  | –  | –  | 2  | 1  |
| 7  | 0   | Carlos Sainz Jr.   | 10     | 38     | –  | –  | –  | –  | –  | 1  |
| 8  | +1  | Kimi Räikkönen     | 10     | 25     | –  | –  | –  | –  | –  | –  |
| 9  | +1  | Daniel Ricciardo   | 10     | 22     | –  | –  | –  | –  | –  | 2  |
| 10 | −2  | Lando Norris       | 10     | 22     | –  | –  | –  | –  | –  | 2  |
| 11 | 0   | Nico Hülkenberg    | 10     | 17     | –  | –  | –  | –  | –  | 1  |
| 12 | 0   | Kevin Magnussen    | 10     | 14     | –  | –  | –  | –  | –  | 1  |
| 13 | 0   | Sergio Pérez       | 10     | 13     | –  | –  | –  | –  | –  | –  |
| 14 | 0   | Daniił Kwiat       | 10     | 12     | –  | –  | –  | –  | –  | 2  |
| 15 | 0   | Alexander Albon    | 10     | 7      | –  | –  | –  | –  | –  | 1  |
| 16 | 0   | Lance Stroll       | 10     | 6      | –  | –  | –  | –  | –  | 1  |
| 17 | 0   | Romain Grosjean    | 10     | 2      | –  | –  | –  | –  | –  | 5  |
| 18 | 0   | Antonio Giovinazzi | 10     | 1      | –  | –  | –  | –  | –  | 1  |
| 19 | 0   | George Russell     | 10     | 0      | –  | –  | –  | –  | –  | –  |
| 20 | 0   | Robert Kubica      | 10     | 0      | –  | –  | –  | –  | –  | –  |
| P  | +/− | Kierowca           | Starty | Punkty | P1 | P2 | P3 | PP | NO | NS |

### Konstruktorzy
| P  | +/− | Konstruktor               | Starty | Punkty | P1 | P2 | P3 | PP | NO | NS |
| -- | --- | ------------------------- | ------ | ------ | -- | -- | -- | -- | -- | -- |
| 1  | 0   | Mercedes                  | 20     | 407    | 9  | 7  | 2  | 7  | 4  | –  |
| 2  | 0   | Ferrari                   | 20     | 243    | –  | 3  | 6  | 3  | 3  | 1  |
| 3  | 0   | Red Bull Racing-Honda     | 20     | 191    | 1  | –  | 2  | –  | 3  | 1  |
| 4  | 0   | McLaren-Renault           | 20     | 60     | –  | –  | –  | –  | –  | 3  |
| 5  | 0   | Renault                   | 20     | 39     | –  | –  | –  | –  | –  | 3  |
| 6  | 0   | Alfa Romeo Racing-Ferrari | 20     | 26     | –  | –  | –  | –  | –  | 1  |
| 7  | 0   | Racing Point-BWT Mercedes | 20     | 19     | –  | –  | –  | –  | –  | 1  |
| 8  | 0   | Scuderia Toro Rosso-Honda | 20     | 19     | –  | –  | –  | –  | –  | 3  |
| 9  | 0   | Haas-Ferrari              | 20     | 16     | –  | –  | –  | –  | –  | 6  |
| 10 | 0   | Williams-Mercedes         | 20     | 0      | –  | –  | –  | –  | –  | –  |
| P  | +/− | Konstruktor               | Starty | Punkty | P1 | P2 | P3 | PP | NO | NS |